# Kerktoren van Westermeer
De kerktoren van Westermeer is een kerktoren in Joure in de Nederlandse provincie Friesland.

## Beschrijving
De kerk van Westermeer (14e eeuw) werd, met uitzondering van de toren, begin 18e eeuw gesloopt. De kerktoren van drie geledingen werd verlaagd en kreeg een tentdak. De toren op de Algemene begraafplaats is een rijksmonument.
Rond het kerkhof is in de jaren zestig de wijk Zuiderveld aangelegd.

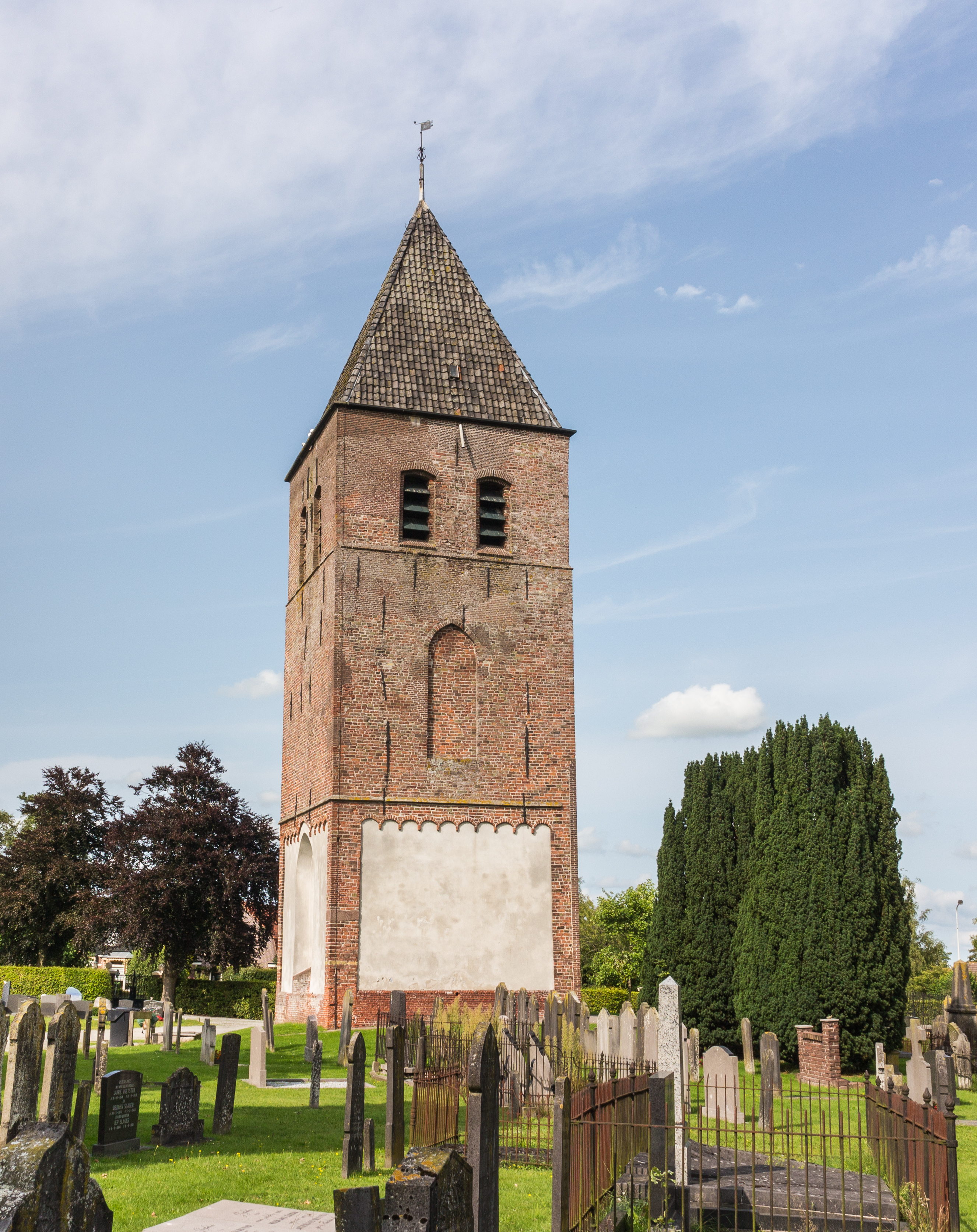
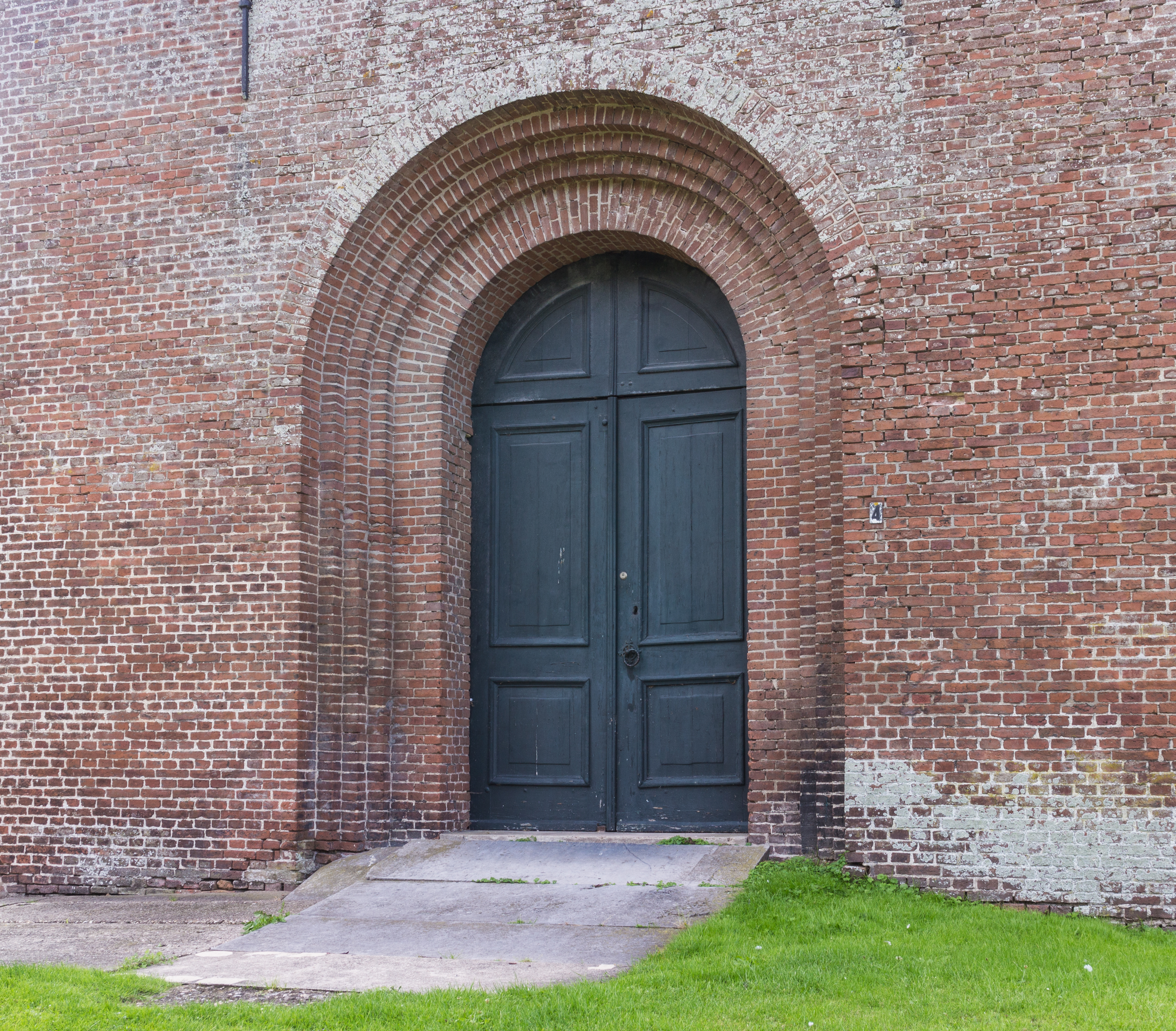